# Los Andes, Nariño
Los Andes là một khu tự quản thuộc tỉnh Nariño, Colombia. Thủ phủ của khu tự quản Los Andes đóng tại Sotomayor Khu tự quản Los Andes có diện tích 809 ki lô mét vuông. Đến thời điểm ngày 28 tháng 5 năm 2005, khu tự quản Los Andes có dân số 12905 người.